# Alexandre Dumas (fils)
Pour les articles homonymes, voir Alexandre Dumas (homonymie) et Dumas.
Alexandre Dumas dit Alexandre Dumas fils, né le 27 juillet 1824 à Paris et mort le 27 novembre 1895 à Marly-le-Roi, est un romancier et dramaturge français. Il fut comme son père un auteur à succès. Il est connu principalement pour son roman La Dame aux camélias, ainsi que pour deux pièces de théâtre, Le Fils naturel et Un père prodigue.

## Biographie

### Jeunesse

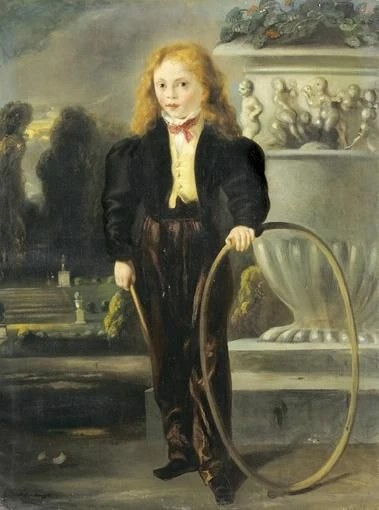
Alexandre Dumas fils enfant, par Louis Boulanger.

Né au 1, place Boieldieu à Paris, il est le fils d'Alexandre Dumas et de sa voisine de palier, Catherine Laure Labay (1793-1868), qui tenait à domicile un atelier de couture. Déclaré enfant naturel, de père et de mère inconnus, il est reconnu officiellement par son père le 17 mars 1831, alors qu'il est âgé de sept ans. Il porte le nom de son père, Dumas Davy de la Pailleterie. Il en garde toute sa vie un profond ressentiment qui se manifeste dans ses œuvres, marquées par le thème de la désagrégation de la famille et empreintes d'un certain moralisme. Il parvient tout de même à surmonter sa détresse. En 1833, il est placé dans une pension où il a comme condisciple Edmond de Goncourt.
Élève au collège royal de Bourbon (actuel lycée Condorcet) de 1839 à 1841, il abandonne ses études après un échec au baccalauréat et devient un des jeunes dandys les plus en vue de l'époque, menant une vie parisienne tapageuse grâce aux subsides donnés par son père.

### La Dame aux camélias

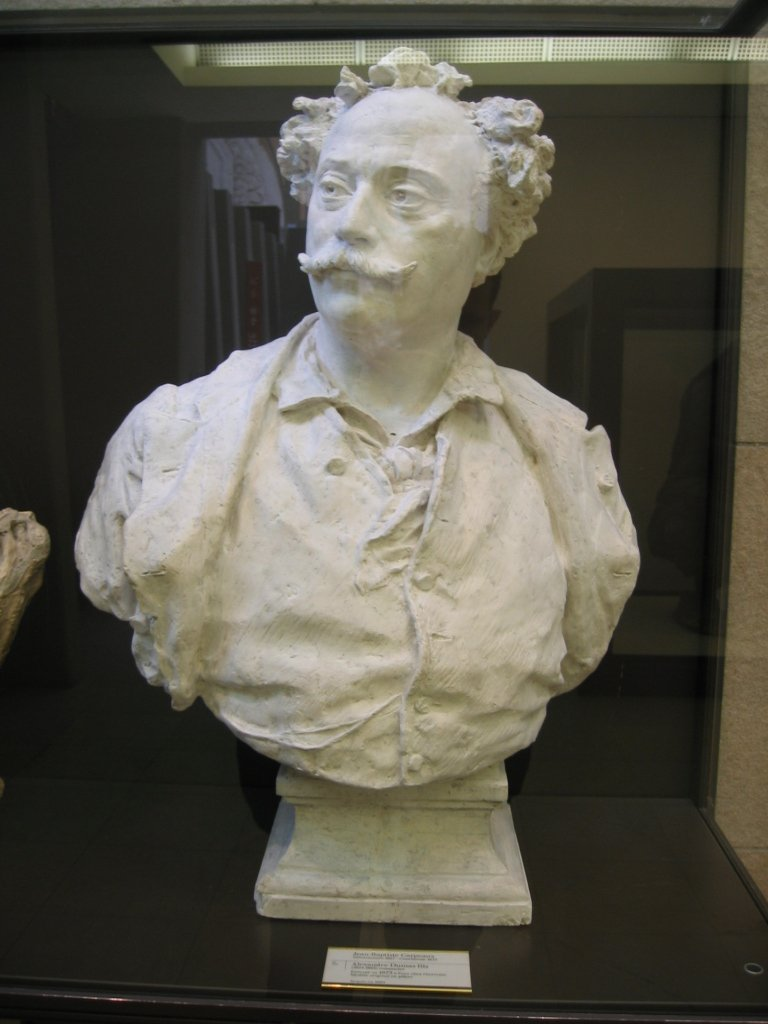
Buste d'Alexandre Dumas fils par Jean-Baptiste Carpeaux au musée d'Orsay.

Alexandre Dumas fils vit une histoire d'amour fiévreuse entre septembre 1844 et août 1845 avec la demi-mondaine Marie Duplessis, qui lui inspire l'écriture du roman La Dame aux camélias, écrit en 1848 quelques mois après la mort de la jeune femme. S'installant à Saint-Germain-en-Laye, à l'Auberge du Cheval Blanc, il achève l'œuvre en trois semaines. Le très grand succès du livre le détourne de la vie mondaine et lui ouvre une carrière littéraire.
Son adaptation du roman pour le théâtre est représentée en février 1852 et connaît un succès prodigieux. La Dame aux camélias est adaptée pour l'opéra dès 1853 par Verdi sous le titre de La traviata, puis sert de base à un grand nombre d'œuvres théâtrales, cinématographiques, télévisuelles, chorégraphiques, etc., jusqu'à aujourd'hui.
Admirateur de George Sand, qu'il appelle sa « chère maman » (elle l’appelle « cher fils »), Dumas fils fait de nombreux séjours dans sa propriété de Nohant et adapte pour la scène son roman Le Marquis de Villemer (en 1864).
Il a une relation peu facile avec l'actrice Marie Delaporte (1838-1910), interprète de plusieurs de ses pièces. Cette relation platonique cesse avec le départ de Marie Delaporte pour la Russie, en octobre 1868.

### Premier mariage
Alexandre Dumas a une liaison, désapprouvée à son époque, avec la princesse Narychkine, née Nadejda von Knorring (1826-1895) (dite Nadine), dont il a une fille née hors mariage : Marie-Alexandrine-Henriette (1860-1907) (dite Colette), reconnue en 1864. Alexandre et Nadine ne se marient que le 31 décembre 1864 à Neuilly-sur-Seine, après la mort du prince Alexandre Narychkine survenue à Sciez le 26 mai 1854.
Ils ont une fille après leur mariage : Olga-Marie-Jeanne, dite Jeannine (1867-1943), future épouse du polytechnicien Ernest Lecourt d'Hauterive (1864-1957).

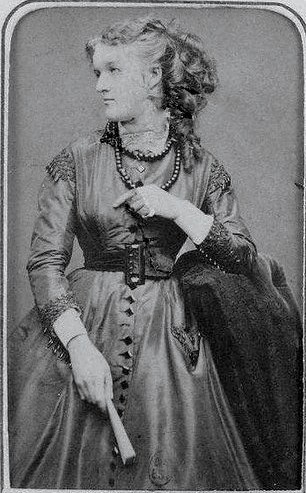
Nadejda Ivanovna Knorring (Narychkine), épouse de Dumas fils.
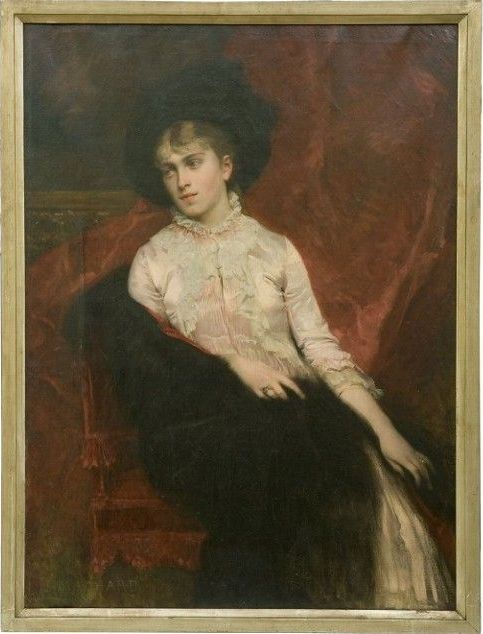
Colette Dumas, première fille d'Alexandre Dumas fils.
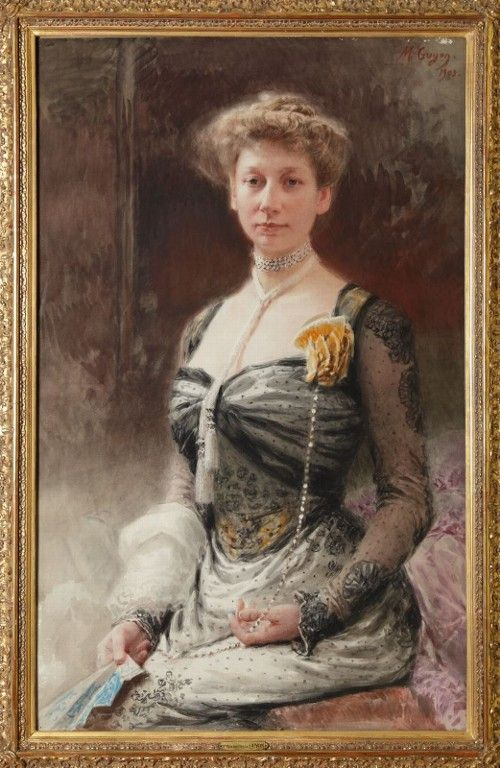
Jeannine d'Hauterive, deuxième fille d'Alexandre Dumas fils.

### Académicien (1874)

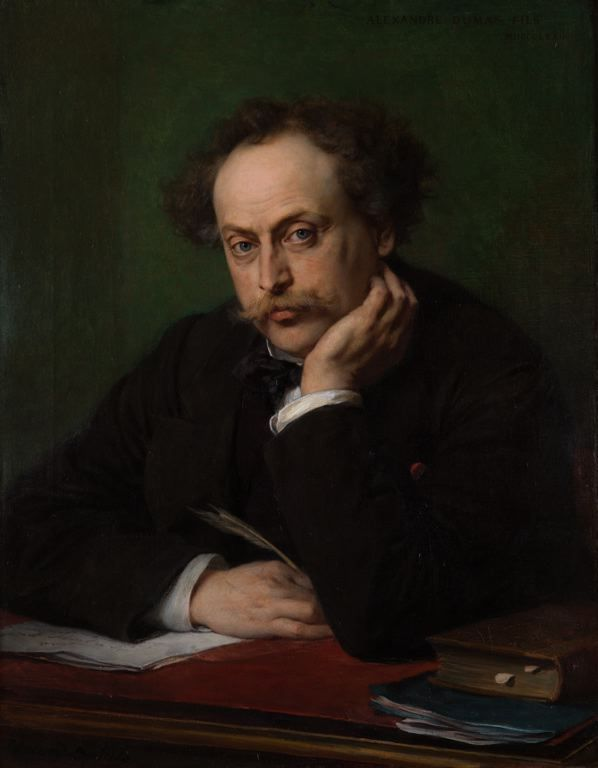
Alexandre Dumas fils, 1873.

Il est élu au deuxième fauteuil de l'Académie française le 29 janvier 1874 et reçu le 11 février 1875.
Il se lie d'amitié avec Louis Pasteur et avec Jules Verne qui lui dédicace en 1885 son roman Mathias Sandorf, transposition balkanique du Comte de Monte-Cristo. À cette occasion, Dumas fils lui répond qu'il l'a toujours considéré comme le véritable fils de son père, Alexandre Dumas. Les deux lettres figurent en introduction au roman de Jules Verne.

### Deuxième mariage
En 1887, Alexandre Dumas fils entame une liaison avec Henriette Escalier, née Régnier (1851-1934). Jalouse, Nadine Dumas part vivre chez sa fille Colette. Alexandre Dumas fils se brouille avec sa fille aînée, tandis que sa cadette Jeannine prend son parti.
En 1890, Henriette Escalier divorce, puis Nadine Dumas meurt en avril 1895 à 68 ans. Moins de trois mois après la mort de sa femme, Dumas fils épouse Henriette Escalier, le 26 juin 1895, à la mairie du 17e arrondissement de Paris. Il meurt peu de temps après, le 27 novembre 1895, à son domicile de la « maison Champflour » située au no 1 de la rue Champflour à Marly-le-Roi ; il est inhumé au cimetière de Montmartre à Paris (21e division). Son gisant est l'œuvre du sculpteur René de Saint-Marceaux.

## Porte-parole des causes singulières

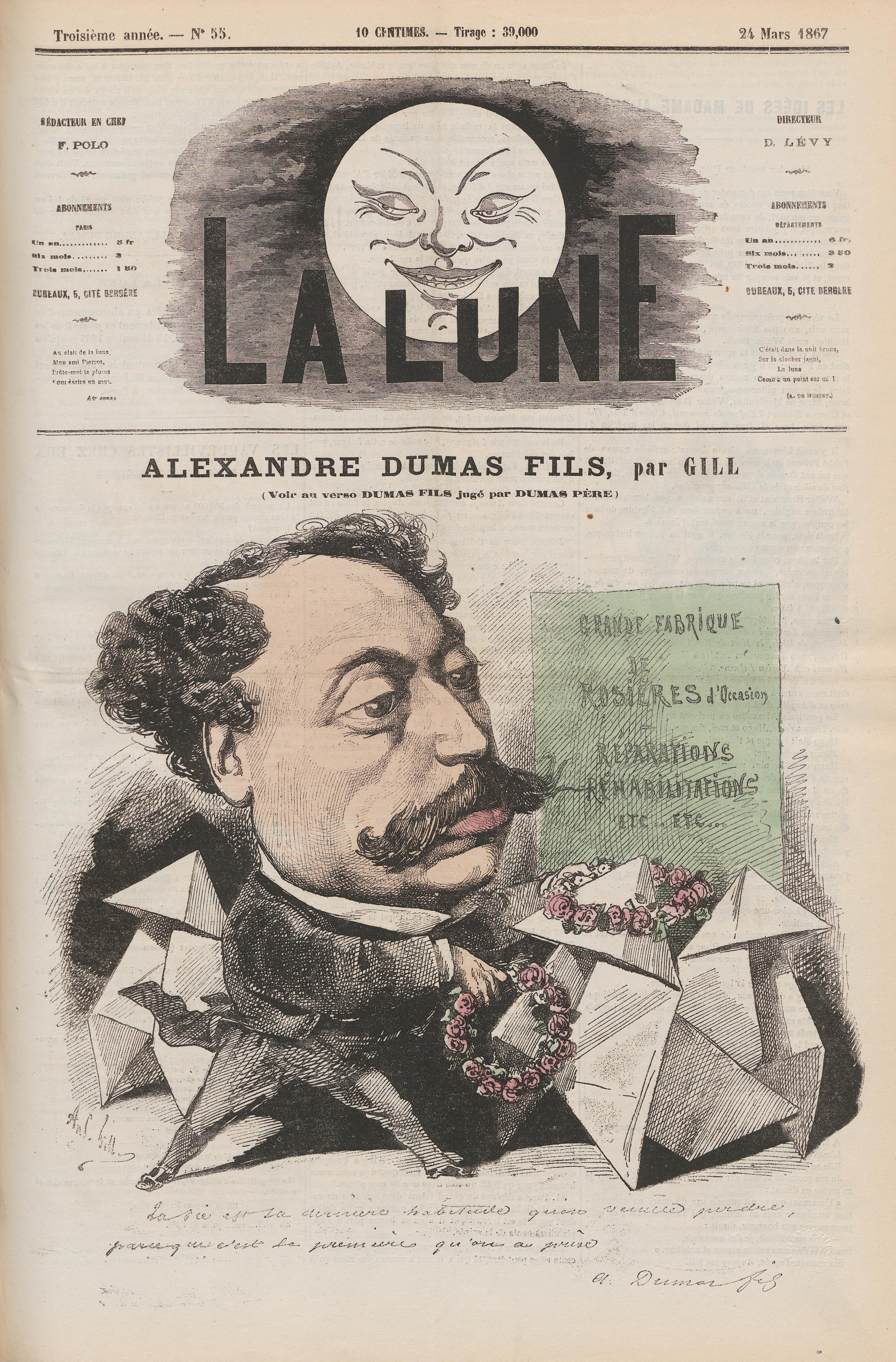
Caricature de Gill.

Très marqué par son enfance douloureuse et son illégitimité, Dumas fils se fait le porte-parole de causes peu soutenues à son époque et dénonce certaines injustices sociales. Dans Le Fils naturel ou Un père prodigue, il critique vivement le sort réservé par la société aux femmes délaissées et aux enfants illégitimes. C'est pourquoi il est catalogué comme auteur à scandale.
Pour autant, l'écrivain se fait promoteur de la contestable loterie des lingots d'or organisée par le pouvoir en 1851. Il écrit en 1872 La Question de la femme, publié par l'Association pour l'Émancipation progressive de la Femme, créée par Arlès-Dufour et Julie-Victoire Daubié. Préfacé par cette dernière, le texte, comme deux autres ouvrages édités par l'association, est interdit au colportage en 1873, à l'époque de l'ordre moral. Cet engagement n'a pas empêché Dumas fils d'écrire, après avoir parlé des révolutionnaires de la Commune :

« Nous ne dirons rien de leurs femelles, par respect pour les femmes à qui elles ressemblent – quand elles sont mortes,. »

## Distinction
- Grand officier de la Légion d'honneur (29 décembre 1894, chevalier le 14 août 1857, officier le 7 août 1867, commandeur le 13 juillet 1888)[14].

## Hommage
- Monument à son effigie place du Général-Catroux (17e arrondissement de Paris) par René de Saint-Marceaux (1906), qui avait été également l'auteur de son monument funéraire. À l'autre extrémité de la place Catroux se trouve le monument par Gustave Doré qui rend hommage à Alexandre Dumas père.

## Jugements
- « Venu après l’affreux théâtre pharmaceutique et procédurier d’Alexandre Dumas, ce Cyrano [d'Edmond Rostand] fut un rafraîchissement, un délicieux verre de vin parfumé et glacé après une longue course dans la poussière des chemins. »

Remy de Gourmont (Le Bonheur littéraire : M. Edmond Rostand, Promenades littéraires, 1re série).
- « Je n'aime guère le talent de M. Alexandre Dumas fils. C'est un écrivain extrêmement surfait, de style médiocre et de conception rapetissée par les plus étranges théories. J'estime que la postérité lui sera dure. »

Émile Zola, 1876 (Œuvres complètes, Vol. X11, p. 627).
- « Il a été un des ouvriers les plus puissants du naturalisme contemporain. Puis, il s'est déclaré en lui une sorte d'accès philosophique, qui a empoisonné et détraqué ses œuvres. »

Émile Zola, 1879 (Œuvres complètes, Vol. X11, p. 668).

## Œuvres

### Principaux romans et contes

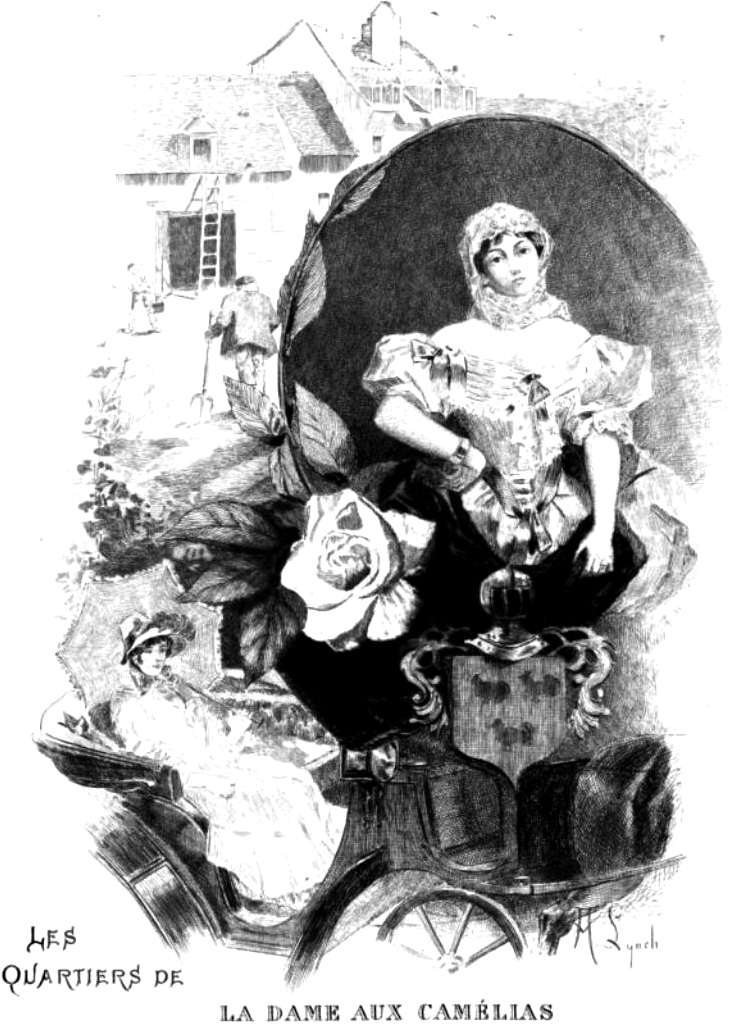
Couverture de La Dame aux camélias, illustrée par Albert Lynch.

- Aventures de quatre femmes et d’un perroquet, 1846-1847.
- Césarine, 1848.
- La Dame aux camélias, 1848, édition revue en 1852  (ISBN 2-87714-205-1) (texte en ligne (Gallica)), dont une version illustrée par Albert Besnard.
- Le Docteur Servan, 1849.
- Antonine, 1849.
- Le Roman d’une femme,1849.
- Les Quatre Restaurations, 1849-1851.Série de romans historiques parue en feuilletons dans La Gazette de France sous les titres Tristan le Roux, Henri de Navarre et Les Deux Frondes.
- Tristan le Roux,1850.
- Trois Hommes forts, 1850.
- Diane de Lys, 1851.
- Le Régent Mustel, 1852.
- Contes et Nouvelles,1853.
- La Dame aux perles, 1853.
- L'Affaire Clemenceau, Mémoire de l'accusé, 1866, dont une version illustrée par Albert Besnard.

### Principales pièces et adaptations théâtrales

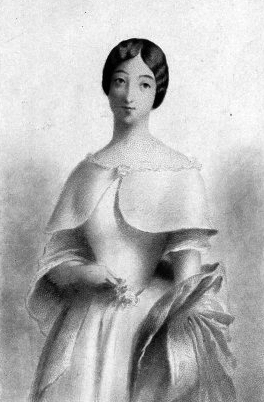
« La Dame aux camélias », gravure d'Adolphe Pierre Riffaut d'après Charles Chaplin.

- Le Bijou de la reine, comédie en vers en un acte, 1845.
- Le Verrou de la reine, Paris, Théâtre-Historique, 1848, puis théâtre du Gymnase, 1873.
- Atala, scène lyrique, musique de Varney, Paris, Théâtre-Historique, 1848.
- La Dame aux camélias, Paris, Le Vaudeville, 2 février 1852 (texte en ligne sur Wikisource).
- Diane de Lys, Paris, théâtre du Gymnase, 15 novembre 1853.
- Le Demi-Monde, Paris, théâtre du Gymnase, 20 mars 1855.
- La Question d’argent, Paris, théâtre du Gymnase, 31 janvier 1857.
- Le Fils naturel, Paris, théâtre du Gymnase, 16 janvier 1858. Texte en ligne (Gallica) : visualiseur.bnf.fr.
- Un père prodigue, Paris, théâtre du Gymnase, 30 novembre 1859.
- L’Ami des femmes, Paris, théâtre du Gymnase, 5 mars 1864. Texte en ligne (Gallica) : visualiseur.bnf.fr.
- Les Idées de Mme Aubray, Paris, théâtre du Gymnase, 16 mars 1867.
- Une visite de noces, Paris, théâtre du Gymnase, 16 octobre 1871.
- La Princesse Georges, Paris, théâtre du Gymnase, 2 décembre 1871.
- La Femme de Claude, Paris, théâtre du Gymnase, 16 janvier 1873. Texte en ligne : epelorient.free.fr.
- Monsieur Alphonse, Paris, théâtre du Gymnase, 26 novembre 1873.
- L’Étrangère, comédie en cinq actes, Paris, Théâtre-Français, 14 février 1876.
- La Princesse de Bagdad, pièce en trois actes, Paris, Théâtre-Français, février 1881.
- Denise, pièce en quatre actes, Paris, Théâtre-Français, 19 janvier 1885.
- Francillon, pièce en trois actes Paris, Théâtre-Français, 17 janvier 1887.

### Principales collaborations théâtrales

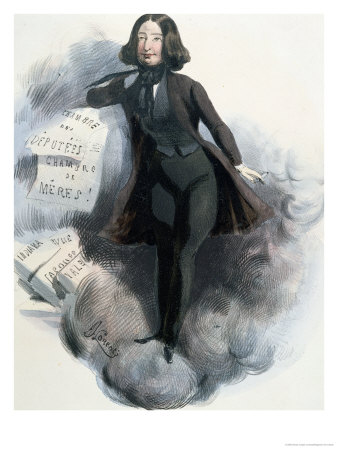
Caricature de George Sand, 1848.

- Avec George Sand : Le Marquis de Villemer, Paris, théâtre de l'Odéon, février 1864.
- Avec Émile de Girardin : Le Supplice d’une femme, Paris, Théâtre-Français, 29 avril 1865.
- Avec Armand Durantin : Héloïse Paranquet, Paris, théâtre du Gymnase, 20 janvier 1866.
- Avec H. Lefrançois : Le Filleul de Pompignac, comédie en quatre actes, Paris, théâtre du Gymnase, 1869.
- Avec Alexandre Dumas : La Jeunesse de Louis XIV, Paris, théâtre de l'Odéon, 1874.
- Avec Pierre de Corvin : Les Danicheff, drame en cinq actes, Paris, théâtre de l'Odéon, février 1876.
- Avec Gustave-Eugène Fould : La Comtesse Romani, comédie en trois actes, Paris, théâtre du Gymnase, novembre 1876.
- Avec Alexandre Dumas : Joseph Balsamo, drame inédit en cinq actes, Paris, théâtre de l'Odéon, mars 1878.

### Essais
- Histoire de la loterie du lingot d'or, 1851.
- L'Homme-femme, 1872.
- La Question de la femme, Association pour l'émancipation progressive de la Femme, 1872, 85 p. (lire en ligne)
- La Question du divorce, éditeur Calmann Lévy, 1880, 417 pages : réfutation de Famille et Divorce de l'abbé Vidieu (édit. E. Dentu, 1879).
- Les femmes qui tuent et les femmes qui votent, éditeur Calmann Lévy, 1880, 216 p. Texte en ligne (Gallica) : permalien.

### Œuvres réunies
- Péchés de jeunesse (1847). Recueil de poésie.
- Théâtre complet avec préfaces inédites (1868-1879) (6 vol.). Édition augmentée, dite des Comédiens (1882-1886) (6 vol.).
- Entr’actes (1878-1879) (3 vol.). Écrits de jeunesse.

## Musique
- La Pâquerette, mélodie de Charles Gounod (1871), texte de Dumas.

## Filmographie
- Cagliostro de Gregory Ratoff avec Raymond Burr.